# Vietnamesischer Adel
Der Adel (tước) im historischen Vietnam entstand durch die Übernahme des chinesischen Adelsystems während der etwa tausendjährigen Zugehörigkeit Vietnams zu China, entwickelte sich im Laufe der Zeit aber eigenständig weiter.
Die Adelstitel – die weitestgehend den chinesischen entsprachen – wurden üblicherweise vom Monarchen an Familienmitglieder, Oberhäupter einflussreicher Familien sowie an verdiente Beamte vergeben und dienten als hochrangige Respekt- und Ehrenbezeichnungen. Die Titel blieben auf ihren Träger beschränkt und wurden in der Regel nicht vererbt; es gab damit – anders als in Europa – keinen klar abgrenzbaren Adelsstand. Der europäischen adeligen Oberschicht entsprachen in Vietnam die mächtigen alteingesessenen Familienclans, die als Feudalherren über umfangreichen Landbesitz herrschten. Aufgrund der relativ geringen Anzahl vietnamesischer Familiennamen war die gesellschaftliche Stellung eines Vietnamesen aber nur anhand seines Namens nicht zu erkennen – Nguyễn hießen etwa sowohl Kaiser als auch Bauern.
Von China übernommen wurde auch der Brauch der Vergabe Postumer Titel. Diese konnten auch Adelstitel enthalten, die der Verstorbene zu Lebzeiten nie getragen hatte. Erfolgreiche Generäle und Staatsmänner, die selbst auf den Thron gelangten und so eine neue Dynastie gründeten, verliehen etwa auch ihren nicht-regierenden Vorfahren postum Herrschertitel.
Die Zugehörigkeit zum Adel brachte an sich keinen Vorteil im Staatsdienst, da ab der Lý-Dynastie (1009–1225) – analog zu China – zivile Staatsbedienstete mittels Beamtenprüfung ausgewählt wurden.  Dies bot auch gebildeten Menschen aus dem einfachen Volk die Möglichkeit des Aufstiegs in die höchsten gesellschaftlichen Bereiche. Faktisch war es aber für Abkömmlinge mächtiger Familien, die sich gute Lehrer leisten konnten, zweifellos leichter eine Karriere im Staatsdienst zu erreichen. Dennoch entwickelte sich im Laufe der Zeit ein Gegensatz zwischen den konfuzianischen Hofbeamten („Mandarine“) in der Hauptstadt und den buddhistisch geprägten Gutsherren („Landadel“) in den Provinzen. Die ländliche Aristokratie hatte mit Unterstützung der Klöster unter den frühen vietnamesischen Dynastien mit nahezu unumschränkter Macht über riesige Besitzungen geherrscht und sah sich nun durch Zentralisierungsbemühungen zunehmend eingeschränkt. Während der  Trần-Dynastie (1225–1400) setzten sich die Hofbeamten durch und beschränkten den Landbesitz zugunsten der Dorfgemeinschaften, wobei allerdings die mächtigsten Landbesitzer – die Verwandtschaft des Monarchen – von den Beschränkungen ausgenommen waren. Alle späteren Dynastien, auch wenn sie wie die Lê selbst der ländlichen Aristokratie entstammten, behielten dieses zentralistische, auf Beamten basierende Staatsmodell grundsätzlich bei und schränkten das Großgrundbesitzertum weiter ein.
Während der französischen Kolonialzeit spielten die Adelstitel nur noch im Umfeld des machtlosen Kaiserhofes eine Rolle. 1945 wurden sie wie die gesamte Monarchie im Rahmen der Augustrevolution abgeschafft.

## Adelstitel
(in absteigender Rangfolge, mit der chinesischen Entsprechung in Klammer)
- Hoàng đế bzw. Đế (皇帝, Huángdì): Kaiser
- Vương (王, Wáng): König (als eigenständiger Herrschertitel) bzw. Fürst/Prinz (für die Söhne eines Kaisers)
- Công (公, Gōng): Herzog, mit den Steigerungsformen Quận công („Provinz-Herzog“) und Quốc công („Nationaler Herzog“)
- Hầu (侯, Hóu): Markgraf/Marquis
- Bá (伯, Bó): Graf
- Tử (子, Zǐ): Vizegraf/Vicomte
- Nam (男, Nán): Baron

Herrscher (Kaiser und Könige) im Allgemeinen werden als Vua bezeichnet. Dieser Begriff, der auch als „Schutzherr“ interpretiert werden kann, hat keine Entsprechung im Chinesischen, sondern entstammt der vietnamesischen Volkssprache und musste daher in Nôm geschrieben werden (Höfische Dokumente wurden in Hán, also klassischem Chinesisch, verfasst). Die vietnamesischen Monarchen führten in der Regel die Titel Vua und Hoàng đế parallel, wobei ersterer im Volk und letzterer am Hof vorherrschend war.
Die Anführer der Trịnh- und Nguyễn-Familien, die vom 16. bis zum 18. Jahrhundert das Land beherrschten, nutzten die – außerhalb der klassischen Rangfolge stehende – Titulierung Chúa (Herr/Lord/Fürst), die sie neben den Titeln Công und später Vương führten.

## Kaiser oder König?
In der Literatur werden die Monarchen des Landes mal als Kaiser und mal als König bezeichnet. Auch in der modernen Fachliteratur herrscht hierzu keine Einigkeit, und selbst bei in Vietnam entstandenen Publikationen sind beide Begriffe geläufig. Die Ursache dafür ist einerseits der Titel Vua, der meist als „König“ übersetzt wird, und andererseits der komplexe Status Vietnams gegenüber China:
Um 968 hatte sich der vietnamesische Herrscher Đinh Bộ Lĩnh selbst zum Kaiser ernannt und damit die Gleichrangigkeit und folglich auch Unabhängigkeit Vietnams gegenüber China erklärt. Vietnam galt in seinem Selbstverständnis als „Reich des Südens“, das zwar kleiner als das „Reich der Mitte“ war, aber diesem als südliches Gegenstück grundsätzlich gleichgestellt war. Die Vietnamesen sahen sich somit als Teil der sinisierten Welt, aber nicht als Teil Chinas. Trotzdem erkannten Đinh Bộ Lĩnh und nahezu alle nachfolgenden vietnamesischen Monarchen das sinozentrische Alleinherrschaftsmodell der chinesischen Kaiser (Tianxia) an und entsandten demütig zeremonielle Tributmissionen an den nördlichen Kaiserhof. Die chinesischen Kaiser verliehen den vietnamesischen Monarchen den Titel König der Präfektur Jiaozhi, ab Mitte des 12. Jahrhunderts dann König des Königreichs Annam, wobei sowohl Jiaozhi als auch Annam alte chinesische Verwaltungsbezeichnungen für Vietnam darstellten. Da Vasallenkönige keine konkreten administrativen Verpflichtungen gegenüber dem chinesischen Kaiser hatten und auch keine Truppen stellen mussten, handelte es sich damit um eine faktische Anerkennung der vietnamesischen Unabhängigkeit.  Am eigenen Hof und gegenüber den eigenen Untertanen führten die vietnamesischen Monarchen hingegen stets den Kaisertitel, auch in offiziellen, auf Chinesisch verfassten Dokumenten.  Dieser scheinbare, im ostasiatischen Raum aber nicht unbedingt ungewöhnliche Widerspruch zwischen unabhängigem Kaisertum und Vasallen-Königtum charakterisierte bis ins 19. Jahrhundert den Status der vietnamesischen Monarchie.
Die europäischen Händler, Abenteurer und Missionare, die ab dem 16. Jahrhundert nach Vietnam kamen, sprachen stets nur vom König von Tonkin (im Norden) und  vom König von Cochinchina (im Süden), wobei sie damit die herrschenden Trịnh- und Nguyễn-Fürsten meinten.
Im Jahr 1802 ernannte sich Gia Long nach seinem Sieg über die Tây-Sơn-Dynastie selbst zum Kaiser und begründete so die Nguyễn-Dynastie. Wie üblich entsandte er zur Anerkennung seiner Thronbesteigung eine Tributmission an den chinesischen Kaiserhof. Zugleich bat er darum, die seit Jahrhunderten übliche Reichsbezeichnung Đại Việt (Große Việt) durch den antiken Namen Nam Việt (Südliche Việt) ersetzen zu dürfen. Der chinesische Kaiser vertauschte allerdings die beiden Silben zu Việt Nam, um Verwechslungen mit dem antiken Reich zu verhindern. Anders als seine Vorgänger übernahm Gia Long das chinesische Hofzeremoniell fast vollständig und verwendete erstmals auch den Titel Sohn des Himmels (Thiên tử). Er wird daher häufig als der erste Kaiser Vietnams bezeichnet, auch wenn dies lediglich in Bezug auf den Landesnamen korrekt ist.
Die Franzosen, die ab Mitte des 19. Jahrhunderts in Vietnam als Kolonialherren auftraten, verwendeten jedoch – durchaus in bewusst degradierender Absicht – die chinesische Namensform und sprachen stets vom König von Annam (roi d’Annam). Diese Bezeichnung setzte sich auch in den anderen europäischen Sprachen durch, erst während des Indochinakrieges kehrte man zur vietnamesischen Titelform zurück und sprach vom „Kaiser Bảo Đại“ – obwohl dieser seit 1945 diesen Titel nicht mehr führte.